# Ian Rush
Ian James Rush MBE (St. Asaph, 20 de outubro de 1961) é um ex-futebolista galês que atuava como centroavante.
Ídolo do Liverpool, Rush foi, ao lado de Mark Hughes, um dos grandes jogadores galeses de seu tempo, sendo neste sentido um dos sucessores de John Charles e um dos antecessores de Ryan Giggs. Rush jogou por oito clubes, sendo mais identificado com o Liverpool, time pelo qual jogou por 15 temporadas, em duas passagens. Com 346 gols em 661 partidas, Rush é o maior artilheiro da história dos Reds, sendo também o maior artilheiro do Liverpool no clássico contra o Everton — curiosamente, foi torcedor do rival na infância. Além disso, é o segundo maior goleador da Seleção Galesa, com 28 gols, atrás apenas de Gareth Bale.

## Carreira

### Início
Iniciou a carreira em 1979 no Chester City, da Football League One (terceira divisão inglesa). Uma temporada e 18 gols em 34 jogos depois, foi contratado pelo Liverpool, o grande time europeu do momento (apesar de ter recebido uma proposta do Manchester City), por 300 mil libras (recorde até então para um jogador de sua idade na época). Embora não tenha sido muito utilizado em sua primeira temporada, tornaria-se um dos maiores ídolos da equipe. Rush permaneceu no Chester City até o encerramento da temporada, pois o prazo de contratações já tinha terminado.

### Liverpool
Começou a ter mais espaço a partir da temporada 1981–82, onde marcou em apenas 49 jogos 30 gols, 17 deles no Campeonato Inglês, ajudando a equipe a retomar o título, que estava com o Aston Villa. Outros dois vieram consecutivamente em 1983 e 1984, e os gols aumentaram: 24 em 34 jogos e 32 em 41, respectivamente. Os 32 gols na Liga Inglesa de 1984 lhe valeram a Chuteira de Ouro da France Football naquela temporada - Rush foi o primeiro britânico e até hoje o único galês a receber o prêmio – em que os Reds também conquistaram a Liga dos Campeões da UEFA sobre a Roma – em Roma.
Em 1985, o Liverpool teve sua primeira temporada sem títulos em 10 anos, perdendo a Copa dos Campeões para a Juventus (na partida marcada pela tragédia de Heysel, em que hooligans mataram 39 torcedores italianos e um policial) e o campeonato inglês para o rival Everton, mas Rush ainda marcou 26 gols em 40 jogos.
A temporada seguinte foi mais feliz: novo título no Campeonato Inglês, além de vitória de virada por 3 a 1 contra o Everton na decisão da Copa da Inglaterra. Em seguida Rush acertou sua ida para a Juventus, ficando ainda mais uma temporada no Liverpool, marcando 40 gols em 57 jogos.

### Juventus
Sua ida para a Juve foi um sinal de reaproximação dos clubes após o desastre de Heysel. Na tentativa de repetir o sucesso de seu conterrâneo John Charles na Velha Senhora, Rush obteve números mais modestos: apenas 13 gols em 40 jogos.

### Retorno ao Liverpool
Em 1989, antes de Rush regressar ao Liverpool, a revista inglesa "Shoot" publicou que o atacante estava assinando com o Everton, principal rival dos Reds e pelo qual ele torcia na infância. Uma foto de Rush com a camisa azul dos Toffees foi publicada, mas tudo não passou de uma brincadeira da revista. Após o boato, Rush retornou ao Liverpool e permaneceu no clube de Anfield até 1996, ano em que se despediu também da Seleção Galesa. Na sua segunda passagem, marcou 90 gols em 245 jogos e conquistou apenas um Campeonato Inglês (o de 1989–90) e duas Copas da Inglaterra.

### Últimos anos
Até encerrar definitivamente a carreira no Sydney Olympic, em 2000, Rush passou cada temporada em um clube diferente, e seus melhores números foram no Newcastle United (dois gols em 10 jogos no campeonato inglês de 1998). Um dos clubes em que jogou nesses últimos anos foi o Wrexham, a única equipe pela qual jogou em seu país natal.

## Seleção Nacional
Rush estreou por Gales em 1980, ainda antes de se transferir ao Liverpool, e seria o líder da seleção pelos próximos 16 anos. Com ela, entretanto, não conseguiu classificar-se para nenhum campeonato, com o selecionado tendo disputado apenas a Copa do Mundo FIFA de 1958 (até a classificação para a Euro 2016, este foi o único torneio importante disputado pela seleção). Rush e os galeses estiveram muito próximos em quatro oportunidades: nas Eliminatórias para a Copa do Mundo FIFA de 1982, ficaram em terceiro no grupo tendo o mesmo número de pontos da classificada Tchecoslováquia, ficando em dificuldades após empatar em 2 a 2 em casa contra a insignificante Islândia. A URSS decidiu a sorte, vencendo os galeses por 3 a 0 e empatando em 1 a 1 com a Tchecoslováquia na última rodada para os dois adversários.
Nas Eliminatórias para a Copa do Mundo FIFA de 1986, novamente os galeses ficaram em terceiro no grupo e com a mesma pontuação (mas menor saldo de gols) do segundo colocado, a Escócia. Na última rodada, ambos empataram em 1 a 1 em Cardiff (a emoção da partida provocou um fulminante ataque cardíaco que matou no estádio o técnico adversário, Jock Stein) e os escoceses classificaram-se para a repescagem, onde bateram a Austrália.
Após fraca campanha da Seleção na tentativa para a Copa do Mundo FIFA de 1990 (fora a última colocada do grupo), o País de Gales esteve a um passo de classificar-se para a Copa do Mundo FIFA de 1994, quando Rush já teria 32 anos. Uma vitória em casa na última rodada, contra a Romênia, daria a vaga aos galeses, que acabaram perdendo por 2 a 1. A equipe também estivera perto da disputar a Euro 1992, ficando um ponto atrás da classificada Alemanha.
Uma das vitórias mais famosas de Rush por Gales foi em amistoso de 1988, contra a Itália, em Bréscia. Muito criticado por seu desempenho aquém do esperado na Juventus, Rush marcou o gol da vitória por 1 a 0.

## Outras atividades
Entre 2004 e 2005, Rush foi treinador do Chester City, sua primeira equipe como jogador profissional. Esta foi também a única experiência do ex-atacante no comando de um clube.
Em agosto de 2016 foi escolhido pela UEFA como embaixador da final da Liga dos Campeões da UEFA de 2016–17, que ocorreu no Millennium Stadium, em Cardiff.

## Títulos
Liverpool
- Liga dos Campeões da UEFA: 1980–81 e 1983–84
- Copa da Liga Inglesa: 1980–81, 1981–82, 1982–83, 1983–84 e 1994–95
- Campeonato Inglês: 1981–82, 1982–83, 1983–84, 1985–86 e 1989–90
- Supercopa da Inglaterra: 1982, 1986 e 1990
- Copa da Inglaterra: 1985–86, 1988–89 e 1991–92

### Prêmios individuais
- Jogador Jovem do Ano da PFA: 1982–83
- Futebolista Inglês do Ano da PFA: 1983–84
- Futebolista Inglês do Ano pela FWA: 1983–84
- Equipe do Ano da PFA do Campeonato Inglês: 1982–83, 1983–84, 1984–85, 1986–87 e 1990–91
- Equipe do Século da PFA (1977–1996): 2007
- Chuteira de Ouro da UEFA: 1983–84

### Artilharias
- Football League First Division: 1983–84 (32 gols)